# Thamstorp

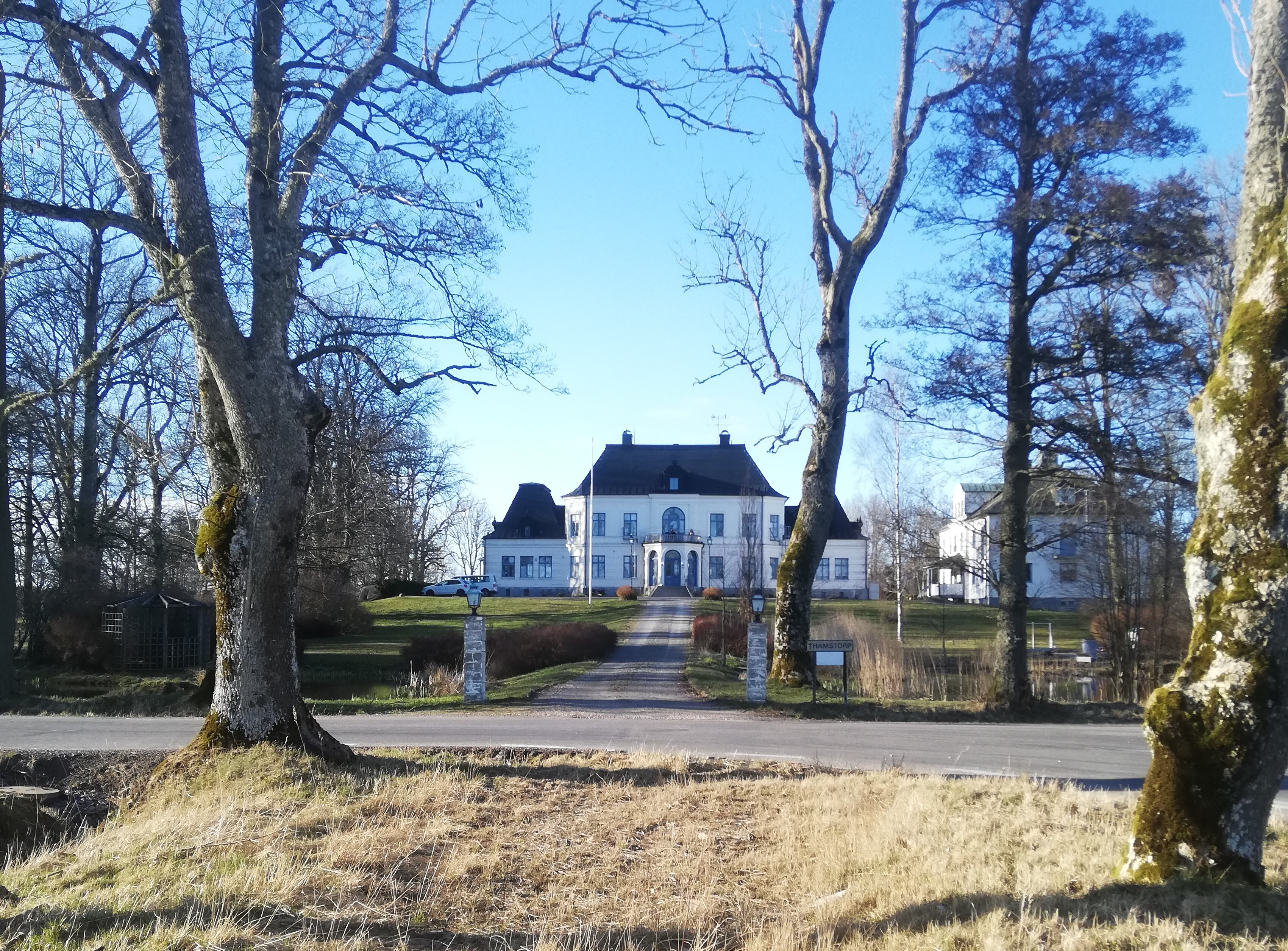
Thamstorps herrgård uppförd omkring år 1880. Flygelbyggnaden byggd 1951, ursprungligen för personalbostäder.

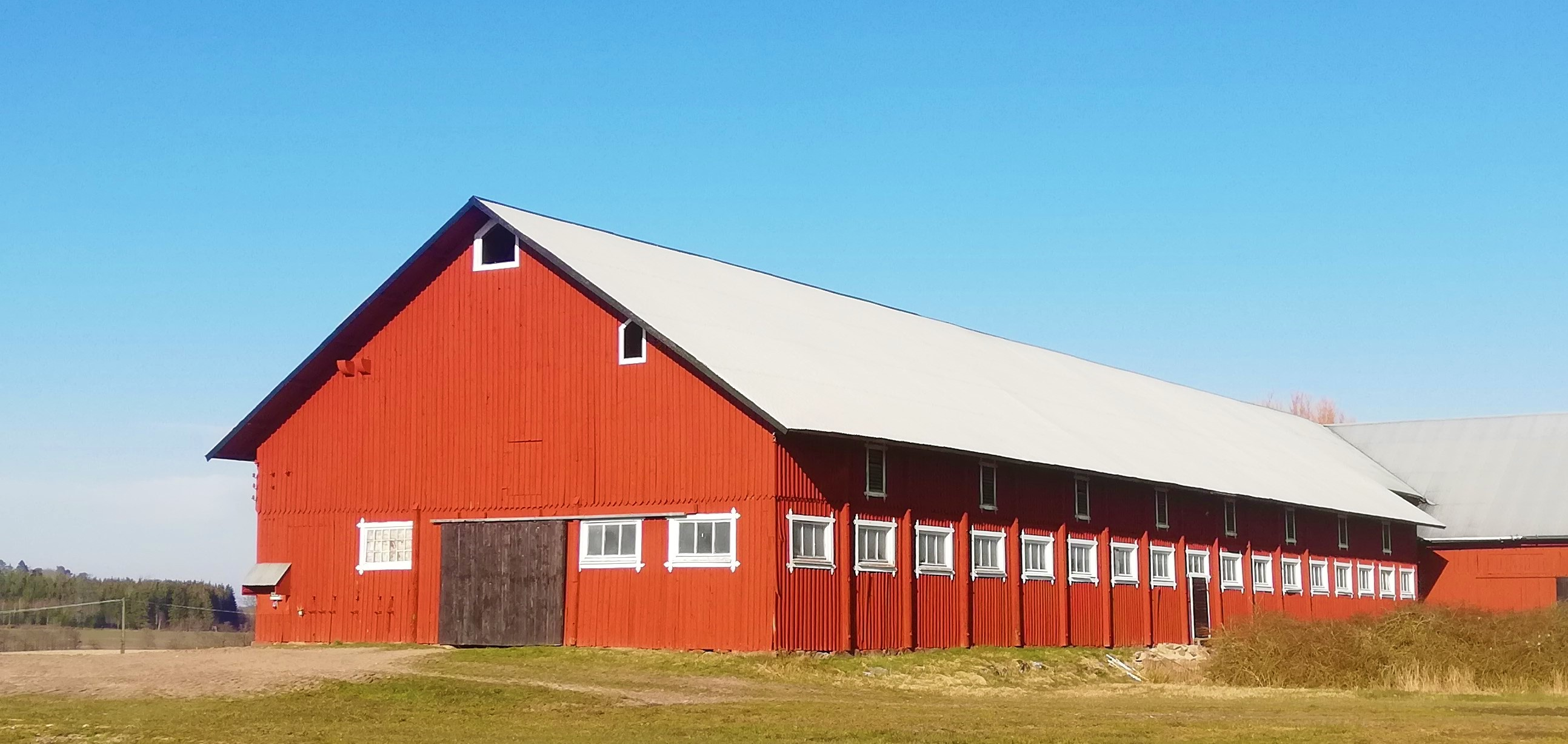
Thamstorps ladugård från slutet av 1800-talet.

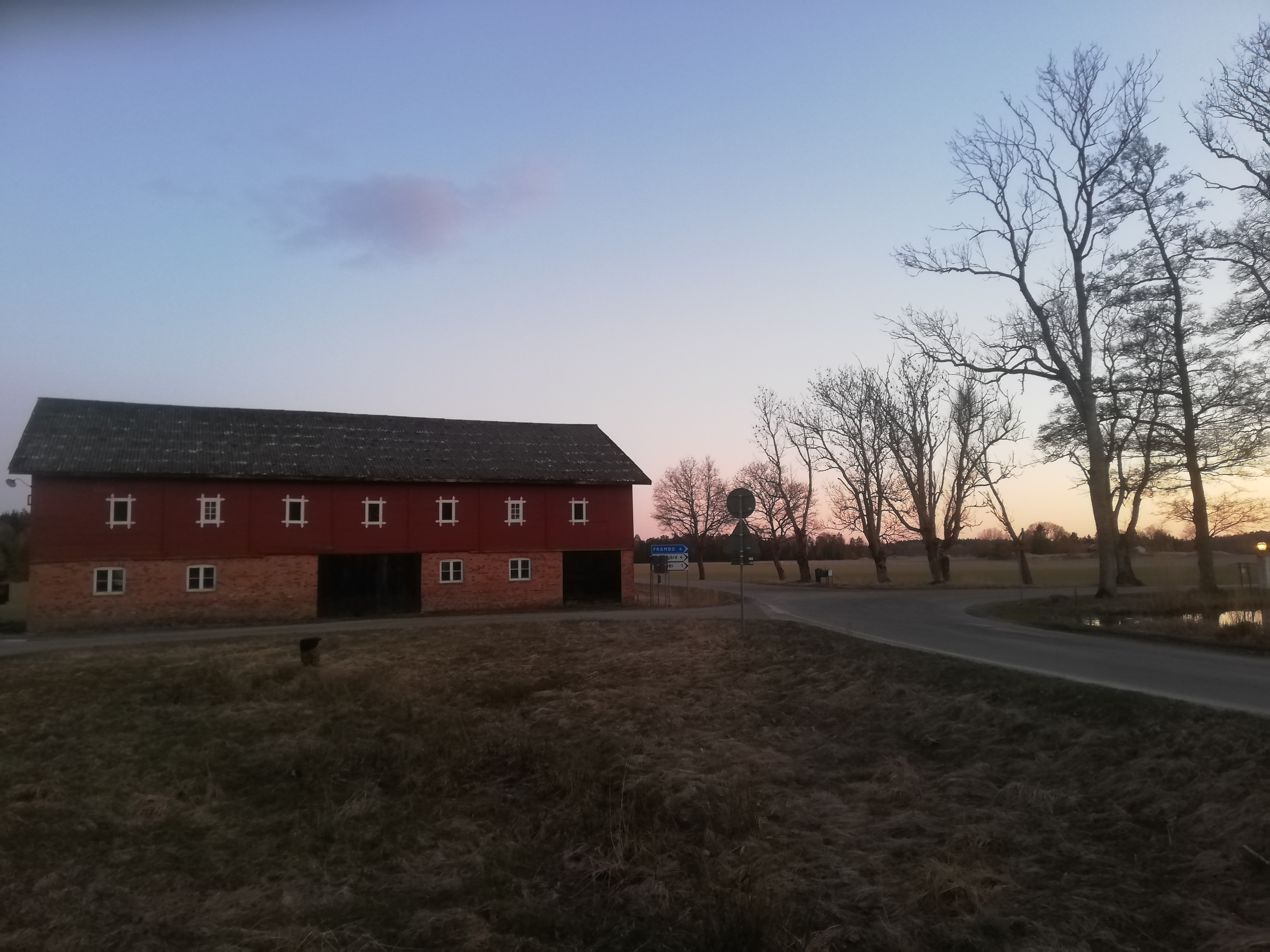
Magasinet från slutet av 1800-talet.

Thamstorp är en herrgård i Trökörna socken i Grästorps kommun, Västergötland. Stavningen Tammstorp förekommer.

## Historia
Gården har sitt upphov i ett äldre gods, Brandstorp, vilket åren 1509–1515 innehades av Anders Eriksson Hjorthufvud. Dennes son och efterträdare Peder Andersson "tog" till egendomen en tomt Låftstomten, som dittills varit kyrkojord. Därefter kallades hela egendomen Lofstomten. År 1785 fick dåvarande innehavaren landshövding Johan Christian Adelsköld tillstånd att uppkalla gården "Thamstorp" efter sin hustru, Elsa Dorotea född Tham.
Herrgården har under århundradena tillhört bland andra släkterna Wrangel, Tham, Silfverschiöld, Ostwald, von Mentzer och Belfrage – bland dem Johan Leonard Belfrage.

## Thamstorp i modern tid
Den nuvarande huvudbyggnaden i fransk renässansstil uppfördes i slutet av 1870-talet enligt Oskar Eriksons ritningar. Gården ägdes då av kapten Magnus Fredrik Rodhe.
Husets exakta byggnadsår är inte känt, men med största sannolikhet är färdigställandeåret snarare omkring 1880. Detta stöds av notiser om "stenslott i Västergötland" i DN samt Göteborgs Handels- och Sjöfartstidning som återges i August Strindbergs ungdomsjournalistik. Där framgår det att i september 1874 har man inte börjat med "grundgräfningen af det tillämnade nya karaktershuset", dock är det "påtänkt".
Godset ägdes efter kapten Rodhe år 1886-1900 av dennes bror, biskop Edvard Herman Rodhe och godsäg Lorentz Nilsson, år 1900-1904 av godsäg. A.M. Christensson. 
År 1904 inköptes godset av Johan Gustaf Samuelson på Ekedal och gården kom på så sätt i den nuvarande släktens ägo. 
Denne följdes efter några år av sin son godsäg. Oscar Samuelson som redan förvaltade godset sedan 1904 och själv ägde det ca. 1910-1926.
Ett konsortium bestående av herrar Ullgren, Moritz och Waller stod som ägare år 1926-1927.
Huvudbyggnaden och parken avstyckades 1927 och inköptes av Göteborgs stad som där inrättade ett vilohem för psykiskt sjuka. Sedan dess har staden ägt huvudbyggnaden. Idag (2025) ägs huvudbyggnaden och parken av Mälardalens omsorgsfastigheter och verksamheten (vårdboendet) drivs av Ambea Nytida.
Lantbruket förvärvades samtidigt (1927) av inspektoren på Thamstorp; E. Agell, som för övrigt var kusin till godsäg. Oscar Samuelson enligt ovan. Gården är idag (2020) i samma familjs ägo och har således funnits i den nuvarande släkten sedan år 1904.